# سو كيونغ جن
سو كيونغ-جين (مواليد 8 يناير 1994 في كوريا الشمالية) هو لاعب كرة قدم كوري شمالي يلعب مع نادي جنوب هامغيونغ في الدوري الكوري الشمالي لكرة القدم كلاعب وسط. مثّل منتخب كوريا الشمالية لكرة القدم. بدأ سو كيونغ-جين مسيرته الرياضية عام 2013.

## الإنجازات
كوريا الشمالية تحت 23
الوصيف
- دورة الألعاب الآسيوية: 2014

## روابط خارجية
- سو كيونغ جن على موقع ناشيونال فوتبول تيمز (الإنجليزية)
- سو كيونغ جن على موقع Soccerway.com (الإنجليزية)